# Eupelmus toowongi
Eupelmus toowongi är en stekelart som beskrevs av Girault 1923. Eupelmus toowongi ingår i släktet Eupelmus och familjen hoppglanssteklar. Inga underarter finns listade i Catalogue of Life.